# One Size Fits All
One Size Fits All is een rockalbum uit 1975 van Frank Zappa en The Mothers of Invention.

## Geschiedenis
Dit is het laatste album onder de naam The Mothers of Invention, met George Duke, Chester Thompson, Ruth Underwood, Tom Fowler en Napoleon Murphy Brock. Het album bevat een van Zappa's meest complexe en bekende nummers, "Inca Roads". Een van Zappa's idolen, Johnny 'Guitar' Watson, werkte mee aan twee nummers. Ook had Captain Beefheart een bijdrage aan het album met mondharmonica. In 1988 bracht platenmaatschappij Rykodisc One Size Fits All uit op cd.

## Nummers
Alle nummers zijn geschreven door Frank Zappa.
1. "Inca Roads" – 8:45
2. "Can't Afford No Shoes" – 2:38
3. "Sofa No. 1" – 2:39
4. "Po-Jama People" – 7:39
5. "Florentine Pogen" – 5:27
6. "Evelyn, a Modified Dog" – 1:04
7. "San Ber'dino" – 5:57
8. "Andy" – 6:04
9. "Sofa No. 2" – 2:42

## Muzikanten
- Frank Zappa - zang, gitaar
- George Duke - keyboard, zang, synthesizer
- Ruth Underwood - marimba, percussie, vibrafoon
- Johnny Watson - zang
- James 'Bird Legs' Youman - basgitaar
- Chester Thompson - drums, geluidseffecten, stemmen
- Tom Fowler - basgitaar
- Captain Beefheart - harmonica
- Napoleon Murphy Brock - tenorsaxofoon, zang, fluit

## Productiemedewerkers
Onder anderen:
- Frank Zappa - producent
- Kerry McNabb - technicus, remixing
- Cal Schenkel - ontwerp, illustraties